# Grover Furr
Grover Carr Furr III (Washington, 3 aprile 1944) è uno storico statunitense.
Professore di letteratura inglese di epoca medievale, è noto al di fuori del suo campo di specializzazione, nel panorama dell'antirevisionismo sulla storia dell'Unione Sovietica dell'epoca staliniana, in particolare riguardo ai crimini e alle atrocità che Nikita Chruščëv, nel "Rapporto segreto" del 1956, attribuirà a Iosif Stalin. Dal 1970 è docente presso la Università statale di Montclair.

## Biografia
Nato a Washington, Furr si è laureato nel 1965 presso l'Università McGill di Montreal, in Canada, con una laurea in inglese. Successivamente ha conseguito un Master e un PhD presso la Princeton University. Dal febbraio 1970 insegna nella Montclair State University nel New Jersey, dove si specializza in letteratura inglese medievale.
Furr si dedica inoltre alla ricerca sulla storia dell'Unione Sovietica durante il periodo di Stalin. Su tale argomento è autore di diverse opere, tra cui Krusciov mentì, tradotte in varie lingue. Partecipa attivamente a convegni internazionali di studi marxisti. Le sue opere sono state recensite da diverse riviste letterarie e politiche statunitensi e russe. Nel 2014 ha tenuto una lezione alla Chinese Academy of Social Sciences.

## Argomenti principali

### Sul "Rapporto segreto" di Krusciov
Il libro di Furr, Krusciov mentì, attaccava il discorso tenuto da Nikita Chruščëv intitolato "Sul culto della personalità e le sue conseguenze", più comunemente indicato in Occidente come "Rapporto segreto". Secondo una recensione del libro di Sven-Eric Holmstrom sul Journal of the Research Group on Socialism and Democracy, "Furr individua 61 accuse nel discorso di Krusciov. Conclude che, con una sola piccola eccezione, ognuna di esse è dimostrabilmente falsa". In sostanza Furr "afferma di aver dimostrato che questo 'discorso del secolo' è una frode dall'inizio alla fine". Pur rilevando che "il libro ha alcune debolezze formali", Holmstrom ha dichiarato che è un prezioso contributo alla scuola "storica antirevisionista" di studi sovietici e comunisti e che Furr "proclama formalmente un 'cambio di paradigma' per il quale si stanno accumulando prove. L'opera di Furr (e di Bobrov) può essere vista come una costruzione su quella degli antirevisionisti (chiamati 'Giovani turchi' quando apparvero per la prima volta a metà degli anni '80)". Allo stesso modo, il quotidiano russo religioso ortodosso anticomunista Russkij Vestnik ha descritto la ricerca di Furr come "oggettiva" e "impressionante".

### Sul massacro di Katyn
Basandosi principalmente sulle scoperte fatte negli ultimi decenni nelle fosse comuni di Volodymyr-Volyns'kyj, Ucraina, Furr sostiene che il massacro di Katyn sia stato commesso dai nazisti piuttosto che dall'NKVD. Secondo Furr, alcuni polacchi furono probabilmente uccisi dai sovietici come rappresaglia per il trattamento riservato ai prigionieri di guerra russi e ad altri civili, cosa che fa parte delle controversie della guerra polacco-sovietica, mentre i nazisti spararono agli altri in seguito. Per Furr, tutti gli imputati dei processi di Mosca erano almeno colpevoli di ciò di cui erano stati accusati. I libri di Furr, specialmente sul massacro di Katyn, sono stati citati in Russia come conferma che le visioni revisioniste sono "supportate anche da storici stranieri".

### Sul patto Molotov-Ribbentropp
Per quanto riguarda l'invasione sovietica della Polonia nel settembre 1939, Furr afferma che l'Unione Sovietica non ha effettivamente invaso la Polonia perché quest’ultima non aveva più un governo e non era uno stato secondo il diritto internazionale, sostenendo inoltre che "all'epoca era ampiamente riconosciuto che nessuna invasione del genere si è verificata". Secondo Furr, il governo polacco non ha dichiarato guerra all'Unione Sovietica e ha dichiarato guerra solo alla Germania nazista come hanno fatto Gran Bretagna e Francia. La Gran Bretagna non ha chiesto all'Unione Sovietica di ritirare le sue truppe e la Francia aveva un trattato di mutua difesa con la Polonia. In secondo luogo, l'ispettore generale polacco delle forze armate Edward Rydz-Śmigły ordinò ai soldati polacchi di non combattere i sovietici e invece di continuare a combattere i tedeschi mentre il presidente polacco Ignacy Mościcki, internato in Romania dal 17 settembre 1939, ammise tacitamente che la Polonia non aveva più un governo e mantenne la sua posizione di neutralità. Infine, Furr nota che la Società delle Nazioni non ha stabilito che l'Unione Sovietica aveva invaso uno stato membro e ha accettato la dichiarazione di neutralità sovietica mentre votava per espellere i sovietici quando l'Unione Sovietica attaccò la Finlandia nella Guerra d'Inverno.
Furr afferma che i sovietici hanno firmato il patto Molotov-Ribbentrop per proteggere l'Unione Sovietica da un attacco tedesco al confine e preservare una Polonia indipendente piuttosto che pianificare una divisione della Polonia con la Germania. Furr sostiene che la Gran Bretagna e la Francia hanno anche firmato un Patto di non aggressione con la Germania che ha diviso un altro stato e che anche la Polonia ha preso parte alla spartizione della Cecoslovacchia. Furr conclude incolpando il governo polacco in esilio, sostenendo che avrebbe dovuto rimanere da qualche parte in Polonia "almeno abbastanza a lungo da arrendersi" o avrebbe potuto fuggire in Gran Bretagna o in Francia piuttosto che nella Romania neutrale. Nelle parole di Furr, "[un] 'groppo' Polonia avrebbe potuto finalmente accettare di fare un patto di mutua difesa che includesse l'URSS. Ciò avrebbe riavviato la 'sicurezza collettiva', l'alleanza antinazista tra gli alleati occidentali e l'URSS che i sovietici cercavano ma i leader britannici e francesi rifiutavano". Secondo Furr, questo avrebbe "notevolmente indebolito Hitler; probabilmente eliminando gran parte dell'Olocausto ebraico; certamente impedendo la conquista della Francia, del Belgio e del resto dell'Europa; e certamente prevenuto molti milioni di morti di cittadini sovietici".

### Sulla carestia ucraina del 1932-1933
In un articolo di CounterPunch pubblicato nel marzo 2017, Furr sostiene che "qui è stata una carestia molto grave in URSS , inclusa (ma non limitata a) la SSR ucraina, nel 1932-1933. Ma lì non c'è mai stata alcuna prova di un "Holodomor" o di una "carestia deliberata" e non ce n'è oggi. La narrativa "Holodomor" è stata inventata da collaboratori ucraini nazisti che hanno trovato paradisi nell'Europa occidentale, in Canada e negli Stati Uniti dopo la guerra".
Tutt'oggi i governi di Germania, Francia, Italia e la gran parte dei paesi occidentali non riconoscono l'Holodomor. Le uniche istituzioni occidentali che considerano l'Holodomor un crimine contro l'umanità intenzionalmente architettato dal governo sovietico sono il Parlamento europeo, dal 2008,, e gli Stati Uniti d'America, dal 2012,.
Furr, come gran parte della comunità accademica internazionale, accusa di revisionismo storico il Parlamento europeo e il Congresso degli Stati Uniti.

### Sulla NATO
Secondo l'agenzia di stampa Sputnik, di proprietà del governo russo, Furr ritiene che "gli Stati Uniti e la NATO sono stati di gran lunga la potenza più aggressiva e assassina del mondo dalla seconda guerra mondiale" mentre "l'URSS non ha mai fatto nulla di lontanamente paragonabile" ai crimini dell'Occidente. Nel maggio 2014, Furr ha tenuto un discorso all'Accademia cinese delle scienze sociali.

## Critiche
Le opere di Furr hanno subito feroci critiche da una parte del mondo accademico.
Furr è stato descritto dagli storici John Earl Haynes e Harvey Klehr come un revisionista storico che "lodava la creazione di regimi comunisti" in Europa e in Asia perché "milioni di lavoratori sono sfruttati, assassinati, torturati, oppressi dal capitalismo".
Scrivendo per The Daily Beast, la giornalista di origine russa Catherine Alicia Young lo ha descritto come "un" revisionista "impegnato in una lunga carriera per scagionare Stalin".
Secondo il giornalista britannico John O'Sullivan che scrive per National Review, Furr è "uno storico che nega che Stalin abbia commesso alcun crimine. [...] Gli storici revisionisti nostalgici del socialismo reale hanno cercato a lungo di minimizzare il numero delle vittime di Stalin e l'entità dei crimini sovietici. Ma "la stravaganza delle affermazioni di Furr - ogni accusa contro Stalin è falsa! - rendeva difficile prenderle sul serio. Esse equivalgono meno al revisionismo che alla negazione totale della realtà storica".
Lo scrittore conservatore David Horowitz ha elencato Furr come uno dei "101 accademici più pericolosi d'America" per "aver sfogato le sue passioni politiche staliniste e antiamericane sui suoi studenti inermi".
Furr è stato accusato di negligenza accademica dall'esponente della Nuova Sinistra Ronald Radosh, che lo ha apertamente definito "imbecille" e "vergognoso".

## Opere
- Khrushchev Lied. The Evidence that Every Revelation of Stalin's (and Beria's) Crimes in Nikita Khrushchev's Infamous Secret Speech to the 20th Party Congress of the Communist Party of the Soviet Union on February 25, 1956, Is Provably False, Erythros Press and Media, 2011.
- The Murder of Sergei Kirov: History, Scholarship and the Anti-Stalin Paradigm, Erythros Press and Media, 2013.
- Blood Lies: The Evidence that Every Accusation against Joseph Stalin and the Soviet Union in Timothy Snyder's Bloodlands Is False. Plus: What Really Happened in: the Famine of 1932–33; the Polish Operation; the Great Terror; the Molotov-Ribbentrop Pact; the Soviet Invasion of Poland; the Katyn Massacre; the Warsaw Uprising; and Stalin's Anti-Semitism, Red Star Publishers, 2014.
- Trotsky's Amalgams. Trotsky's Lies, The Moscow Trials as Evidence, The Dewey Commission. Trotsky's Conspiracies of the 1930s, Erythros Press and Media, 2015.
- Yezhov vs. Stalin: The Truth About Mass Repressions and the So-Called Great Terror in the USSR, Erythros Press and Media, 2016.
- Leon Trotsky's Collaboration with Germany and Japan. Trotsky's Conspiracies of the 1930s, Volume Two, Erythros Press and Media, 2017.
- The Fraud of the Dewey Commission, Red Star Publishers, 2018.
- The Moscow Trials as Evidence, Red Star Publishers, 2018.
- The Mystery of the Katyn Massacre: The Evidence, The Solution, Erythros Press and Media, 2018.
- Stalin: Waiting for ... the Truth! Exposing the Falsehoods in Stephen Kotkin's Stalin: Waiting for Hitler, 1929–1941, Red Star Publishers, 2019.
- Trotsky's Lies, Erythros Press and Media, 2019.
- New Evidence of Trotsky's Conspiracy, Erythros Press and Media, 2020.
- Trotsky and the Military Conspiracy: Soviet and Non-Soviet Evidence; with the Complete Transcript of the “Tukhachevsky Affair” Trial. Kettering, Ohio: Erythros Press and Media. ISBN 978-0578816036, 2021.
- The Fraud of the “Testament of Lenin”.Kettering, Ohio: Erythros Press and Media. ISBN 978-0578284996, 2022.

## Edizioni italiane delle opere
- Krusciov mentì: la prova che tutte le "rivelazioni" sui "crimini" di Stalin (e di Beria) nel famigerato "Rapporto segreto" di Nikita Krusciov al XX Congresso del Partito Comunista dell'Unione Sovietica del 25 febbraio 1956, sono dimostrabilmente false, La Città del Sole, 2013.
- La collaborazione di Leon Trotsky con Germania e Giappone.: Cospirazioni di Trotsky. Amazon Books, 2020. ISBN 9798675835713.
- Trotsky e la cospirazione militare. Prove sovietiche e non sovietiche. Con la trascrizione completa del processo "Affare Tukhachevsky"  Amazon Books, 2021. ISBN 9798512052495
- Il mistero del massacro di Katyn. Le prove, la soluzione.  Amazon Books, 2022. ISBN 979-8367755510
- L’INGANNO DEL “TESTAMENTO DI LENIN.”.  Amazon Books, 2022. ISBN 979-8356489112